# Джадама, Моду
Моду Ламин Джадама (англ. Modou Lamin Jadama; 17 марта 1994[…], Серекунда — 2 октября 2024) — американский футболист гамбийского происхождения, защитник.

## Карьера
Молодёжную карьеру начинал в «Универсидад де Чили». В 2013 году перешёл к их принципиальному сопернику — «Коло-Коло». Профессиональный дебют состоялся 22 января 2015 года в матче Кубка Санто-Томас против «Сантьяго Уондерерс», в котором «вожди» победили в серии послематчевых пенальти (4ː3). В кубке Чили 2015 Джадама в двух матчах сыграл в сумме 92 минуты.
В июне 2016 года перешёл на правах аренды в клуб чилийской Примеры Б «Кокимбо Унидо».
8 марта 2017 года Джадама заключил соглашение с клубом United Soccer League «Талса Рафнекс».
24 января 2018 года Джадама был подписан клубом MLS «Портленд Тимберс». В марте был заявлен в их фарм-клуб «Портленд Тимберс 2», выступающий в USL. За первую команду «Портленд Тимберс» дебютировал 6 июня в матче в рамках Открытого кубка США против «Сан-Хосе Эртквейкс». Его дебют в MLS состоялся 9 июня в матче против «Спортинг Канзас-Сити». По окончании сезона 2019 «Портленд Тимберс» не продлил контракт с Джадамой.
22 января 2020 года Джадама подписал контракт с клубом Чемпионшипа ЮСЛ «Атланта Юнайтед 2». Дебютировал за «Атланту Юнайтед 2» 8 марта в матче стартового тура сезона против «Чарлстон Бэттери». По окончании сезона 2020 контракт Джадамы с «Атлантой Юнайтед 2» истёк.
21 января 2021 года Джадама вернулся в «Талсу», подписав контракт на сезон 2021.
24 января 2022 года Джадама подписал контракт с клубом «Хартфорд Атлетик». Дебютировал за «Хартфорд Атлетик» 20 марта в матче стартового тура сезона против «Питтсбург Риверхаундс».
Джадама умер в Соединённых Штатах 2 октября 2024 года в возрасте 30 лет.